# 花形五邊形鑲嵌
在幾何學中，花形五邊形鑲嵌是一種平面鑲嵌，其為半正鑲嵌扭稜六邊形鑲嵌的對偶鑲嵌，密鋪於歐氏平面，是15種已知的等面五邊形鑲嵌之一。其名稱來自於其形狀，由於六個五邊形從中心有如放射狀的排列，就像是一朵花的花瓣，因此命名為花形五邊形鑲嵌。

## 外部連結
- Wolfram alpha[永久] floret pentagonal tiling